# Mauro Bolognini

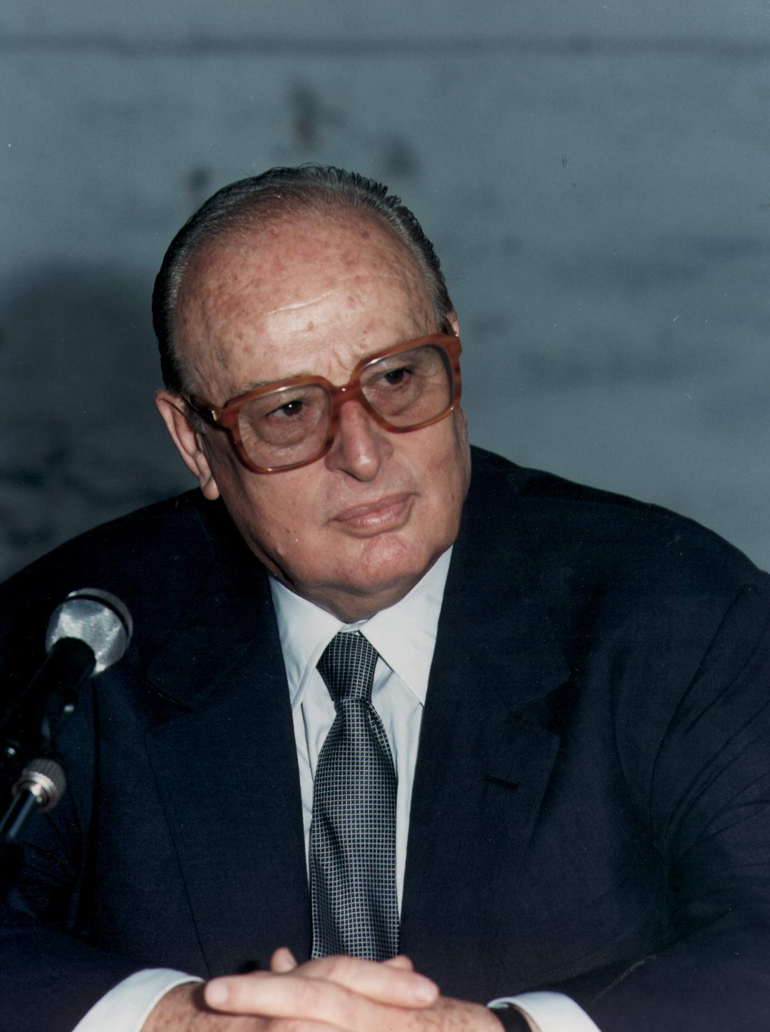
Mauro Bolognini

Mauro Bolognini (* 28. Juni 1922 in Pistoia; † 14. Mai 2001 in Rom) war ein italienischer Filmregisseur.

## Leben
Bolognini studierte zunächst Architektur in Florenz und ab 1947 Regie am Centro Sperimentale di Cinematografia in Rom. Nach seinem Studium war er Regieassistent bei Luigi Zampa in Italien sowie bei Yves Allégret und Jean Delannoy in Frankreich. 1953 inszenierte er mit Ci troviamo in galleria seinen Debütfilm als Regisseur, weitere Spielfilme folgten. In der sogenannten Epoche des „zweiten italienischen Neorealismus“ entwickelte Bolognini seinen eigenen Stil und thematisierte zu Beginn der 1960er Jahre das Leben der Armen im Kontrast zu den Reichen seines Landes. In jener Zeit entstanden drei seiner wichtigsten Werke: Bel Antonio, Wenn das Leben lockt und Das Haus in der Via Roma.
Bekanntheit erlangte er vor allem für seine Literaturadaptionen bedeutender italienischer Nachkriegsliteratur, darunter Werke von Pier Paolo Pasolini, Alberto Moravia, Mario Pratesi und Vasco Pratolini, die er auch für das Fernsehen realisierte. Ab 1972 inszenierte er auch Opern, so an der Mailänder Scala, am Bolschoi-Theater in Moskau, in Rom, am Teatro La Fenice in Venedig und in Montepulciano.

## Filmografie (Auswahl)
Regieassistent
- 1948: Kritische Jahre (Anni difficili) – Regie: Luigi Zampa
- 1949: Campane a martello – Regie: Luigi Zampa
- 1950: Cuori senza frontiere – Regie: Luigi Zampa
- 1951: È più facile che un cammello… – Regie: Luigi Zampa
- 1952: Stadt ohne Moral (Processo alla città) – Regie: Luigi Zampa
- 1952: Nez de cuir – Regie: Yves Allégret
- 1952: Geständnis einer Nacht (La minute de vérité) – Regie: Jean Delannoy

Regie
- 1953: Ci troviamo in galleria
- 1954: Abenteuer der vier Musketiere (I cavalieri della regina)
- 1955: Die Verliebten (Gli innamorati)
- 1955: Wandel des Herzens (La vena d'oro)
- 1955: Die Abenteuer der drei Musketiere (Le avventure dei tre moschettieri)
- 1956: Guardia, Guardia scelta, brigadiere e maresciallo
- 1956: I tre moschettieri (Fernsehserie)
- 1957: Marisa (Marisa la civetta)
- 1958: Liebe hat kurze Beine (Giovani mariti)
- 1959: Arrangiatevi!
- 1959: Wir von der Straße (La notte brava)
- 1960: Bel Antonio (Il bell'Antonio)
- 1960: Wenn das Leben lockt (La giornata balorda)
- 1960: Das Haus in der Via Roma (La viaccia)
- 1962: Agostino
- 1962: Hörig (Senilità)
- 1963: La corruzione
- 1964: La donna è una cosa meravigliosa
- 1964: La mia signora
- 1965: Die Puppen (Le bambole)
- 1965: Drei Gesichter einer Frau (I tre volti) (Regie der 2. Episode)
- 1966: Die Gespielinnen (La fate) – (Regie der 3. Episode)
- 1966: Madamigella di Maupin
- 1967: Das älteste Gewerbe der Welt (Le plus vieux métier du monde) (Regie der 2. Episode)
- 1967: Arabella
- 1967: L'attraverso i secoli
- 1967: Hexen von heute (Le streghe) (Regie der 2. Episode)
- 1968: Caprice Italian Style (Capriccio all'italiana)
- 1969: She and He (L’assoluto naturale)
- 1969: Ein heißer November (Un bellissimo novembre)
- 1970: Metello
- 1971: Bubu vom Montparnasse (Bubu)
- 1972: Mordanklage gegen einen Studenten (Imputazione di omicidio per uno studente)
- 1974: Die Affäre Murri (Fatti di gente perbene)
- 1975: Libera, amore mio
- 1975: Per le antiche scale
- 1976: Das Erbe der Ferramonti (L'eredità Ferramonti)
- 1977: Gran bollito
- 1978: Dove vai in vacanza? (Episode: Sarò tutta per te)
- 1981: Die Kameliendame (La vera storia della signora delle camelie)
- 1982: Die Kartause von Parma (La certosa di Parma) (Fernseh-Miniserie)
- 1986: Fieber im Herzen (La venexiana)
- 1987: Imago urbis
- 1987: Farewell Moskau (Mosca addio)
- 1988: Falschmünzer der Liebe (Gli indifferenti) (Fernsehserie)
- 1989: 12 registi per 12 città (Episode: Palermo)
- 1991: Männer und Liebhaber (La villa del venerdì)
- 1994: La famiglia Ricordi (Fernsehserie)